# Pro Team Astana/Saison 2007
Dieser Artikel behandelt den Verlauf der Saison 2007 des Team Astana.

## Saisonverlauf
Zu den größten Erfolgen des Teams gehören der Gesamtsieg von Andreas Klöden beim Etappenrennen Tirreno-Adriatico und die beiden Etappensiege von Paolo Savoldelli bei der Tour de Romandie und Giro d’Italia sowie vier Etappensiegen bei der Critérium du Dauphiné Libéré, darunter drei von Alexander Winokurow und einem von Antonio Colom. Außerdem belegte Eddy Mazzoleni beim Giro d’Italia Rang drei.
Überschattet wurde diese Erfolge jedoch von Dopingskandalen. Kessler und Mazzoleni wurden bereits vor der Tour de France 2007 wegen Dopingvergehen entlassen. Während der Tour gewann Vinokurov das Zeitfahren in Albi und die bergige 15. Etappe in den Pyrenäen. Einen Tag später, am Ruhetag, wurde bekannt, dass er bei seinem ersten Etappensieg positiv auf Doping mit Fremdblut getestet wurde. Das gesamte Team Astana zog sich daraufhin von der Tour de France zurück. Später wurde auch Andrei Kaschetschkin des Dopings überführt. Als Folge dieser Skandale zogen die Organisatoren der Vuelta a España die Einladung der Mannschaft für die am 1. September beginnende dreiwöchige Rundfahrt durch Spanien zurück.
Im September 2007 wurde Teammanager Biver durch den früheren Discovery-Manager und Lance-Armstrong-Vertrauten Johan Bruyneel abgelöst, der später wegen seiner Verwicklung in die Dopingaffäre Armstrong lebenslang gesperrt wurde. Das Team war offenbar nach dem Rückzug der Sponsoren in finanzielle Schwierigkeiten geraten.

## Erfolge und Mannschaft

### Erfolge in der UCI ProTour
In den Rennen der Saison 2007 der UCI ProTour gelangen die nachstehenden Erfolge.
| Datum        | Rennen                                 | Fahrer              |
| ------------ | -------------------------------------- | ------------------- |
| 14.–20. März | Gesamtwertung Tirreno–Adriatico        | Andreas Klöden      |
| 1. Mai       | Prolog Tour de Romandie                | Paolo Savoldelli    |
| 2. Juni      | 20. Etappe Giro d’Italia               | Paolo Savoldelli    |
| 13. Juni     | 3. Etappe Critérium du Dauphiné Libéré | Alexander Winokurow |
| 15. Juni     | 5. Etappe Critérium du Dauphiné Libéré | Antonio Colom       |
| 16. Juni     | 6. Etappe Critérium du Dauphiné Libéré | Maxim Iglinski      |
| 17. Juni     | 7. Etappe Critérium du Dauphiné Libéré | Alexander Winokurow |

### Erfolge in der UCI Europe Tour
In den Rennen der Saison 2007 der UCI Europe Tour gelangen die nachstehenden Erfolge.
| Datum         | Rennen                                  | Kat. | Fahrer         |
| ------------- | --------------------------------------- | ---- | -------------- |
| 14. Februar   | Trofeo Sóller                           | 1.1  | Antonio Colom  |
| 11. April     | 2b. Etappe Circuit Cycliste Sarthe      | 2.1  | Andreas Klöden |
| 10.–13. April | Gesamtwertung Circuit Cycliste Sarthe   | 2.1  | Andreas Klöden |
| 10. Juni      | 4. Etappe Tour du Luxembourg            | 2.HC | Grégory Rast   |
| 6.–10. Juni   | Gesamtwertung Tour du Luxembourg        | 2.HC | Grégory Rast   |
| 29. Juni      | Kasachischer Meister – Straßenrennen    | NC   | Maxim Iglinski |
| 1. Juli       | Luxemburgischer Meister – Straßenrennen | NC   | Benoît Joachim |
| 14. Oktober   | Prolog Herald Sun Tour                  | 2.1  | Aaron Kemps    |
| 17. Oktober   | 3. Etappe Herald Sun Tour               | 2.1  | Aaron Kemps    |
| 18. Oktober   | 4. Etappe Herald Sun Tour               | 2.1  | Steve Morabito |
| 20. Oktober   | 6. Etappe Herald Sun Tour               | 2.1  | Steve Morabito |
| 21. Oktober   | 7. Etappe Herald Sun Tour               | 2.1  | Aaron Kemps    |

### Zugänge – Abgänge
| Zugänge           | Team 2006                      | Abgänge            | Team 2007                    |
| ----------------- | ------------------------------ | ------------------ | ---------------------------- |
| Antonio Colóm     | Caisse d’Epargne-Illes Balears | José Joaquín Rojas | Caisse d’Epargne             |
| Benoît Joachim    | Discovery Channel              | Luis León Sánchez  | Caisse d’Epargne             |
| Gennadi Michailow | Discovery Channel              | Alberto Contador   | Discovery Channel            |
| Paolo Savoldelli  | Discovery Channel              | Allan Davis        | Discovery Channel            |
| Steve Morabito    | Phonak Hearing Systems         | Sérgio Paulinho    | Discovery Channel            |
| Grégory Rast      | Phonak Hearing Systems         | Giampaolo Caruso   | Lampre-Fondital              |
| Michael Schär     | Phonak Hearing Systems         | Carlos Barredo     | Quick Step-Innergetic        |
| Sergei Iwanow     | T-Mobile Team                  | Michele Scarponi   | Acqua & Sapone-Caffè Mokambo |
| Matthias Kessler  | T-Mobile Team                  | Javier Ramírez     | Fuerteventura-Canarias       |
| Andreas Klöden    | T-Mobile Team                  | Eladio Sánchez     | Fuerteventura-Canarias       |
| Eddy Mazzoleni    | T-Mobile Team                  | Isidro Nozal       | Karpin Galicia               |
| René Haselbacher  | Team Gerolsteiner              | Marcos Serrano     | Karpin Galicia               |
| Julien Mazet      | Auber 93                       | Ángel Vicioso      | Relax-GAM                    |
| Alexei Kolessow   | Cycling Team Capec             | Jörg Jaksche       | Tinkoff Credit Systems       |
| Andrei Misurow    | Cycling Team Capec             | Carlos Abellán     | Karriereende                 |
| Igor Abakoumov    | Jartazi-7Mobile                | Dariusz Baranowski | Karriereende                 |
| Dmitri Murawjow   | Jartazi-7Mobile                | Joseba Beloki      | Karriereende                 |
| Jewgeni Sladkow   | Jartazi-7Mobile                | David Etxebarria   | Karriereende                 |
| Thomas Frei       | Neoprofi                       | Aitor Osa          | Karriereende                 |
| Maxim Gurow       | Neoprofi                       | Unai Osa           | Karriereende                 |
|                   |                                | Iván Santos        | Karriereende                 |

### Mannschaft
| Name                    | Geburtstag         | Nationalität |
| ----------------------- | ------------------ | ------------ |
| Igor Abakoumov          | 30. Mai 1981       | Belgien      |
| Assan Basajew           | 22. Februar 1981   | Kasachstan   |
| Antonio Colom           | 11. Mai 1978       | Spanien      |
| Thomas Frei             | 19. Januar 1985    | Schweiz      |
| Maxim Gurow             | 30. Januar 1979    | Kasachstan   |
| René Haselbacher        | 15. September 1977 | Österreich   |
| Maxim Iglinski          | 18. April 1981     | Kasachstan   |
| Sergei Iwanow           | 5. März 1975       | Russland     |
| Sergei Jakowlew         | 21. April 1976     | Kasachstan   |
| Benoît Joachim          | 14. Januar 1976    | Luxemburg    |
| Andrei Kaschetschkin*   | 21. März 1980      | Kasachstan   |
| Aaron Kemps             | 10. September 1983 | Australien   |
| Matthias Kessler*       | 16. Mai 1979       | Deutschland  |
| Andreas Klöden          | 22. Juni 1975      | Deutschland  |
| Alexei Kolessow         | 27. September 1984 | Kasachstan   |
| Koen de Kort            | 8. September 1982  | Niederlande  |
| Julien Mazet            | 19. März 1981      | Frankreich   |
| Eddy Mazzoleni**        | 29. September 1973 | Italien      |
| Gennadi Michailow       | 8. Februar 1974    | Russland     |
| Andrei Misurow          | 16. März 1973      | Kasachstan   |
| Steve Morabito          | 30. Januar 1983    | Schweiz      |
| Dmitri Murawjow         | 2. November 1979   | Kasachstan   |
| Daniel Navarro          | 18. Juli 1983      | Spanien      |
| Grégory Rast            | 17. Januar 1980    | Schweiz      |
| José Antonio Redondo ** | 5. März 1985       | Spanien      |
| Paolo Savoldelli        | 7. Mai 1973        | Italien      |
| Michael Schär           | 29. September 1986 | Schweiz      |
| Jewgeni Sladkow         | 15. Dezember 1983  | Kasachstan   |
| Alexander Winokurow*    | 16. September 1973 | Kasachstan   |

* Kessler, Winokurow und Kaschetschkin wurden entlassen.

** Die Verträge mit Mazzoleni und Redondo wurden aufgelöst.